# St Leonards (Sydney)
St Leonards – geograficzna nazwa dzielnicy, (przedmieścia), położonej na terenie samorządu lokalnego Willoughby, Lane Cove i North Sydney, wchodzących w skład aglomeracji Sydney, w stanie Nowa Południowa Walia, w Australii.

## Galeria

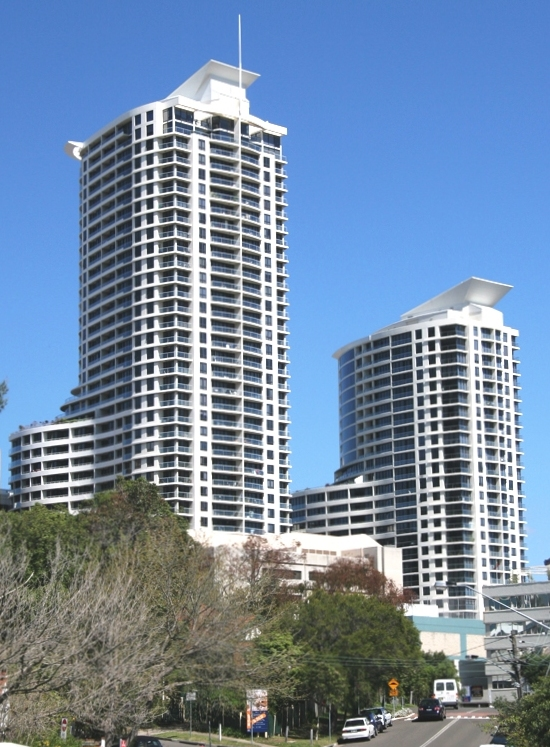
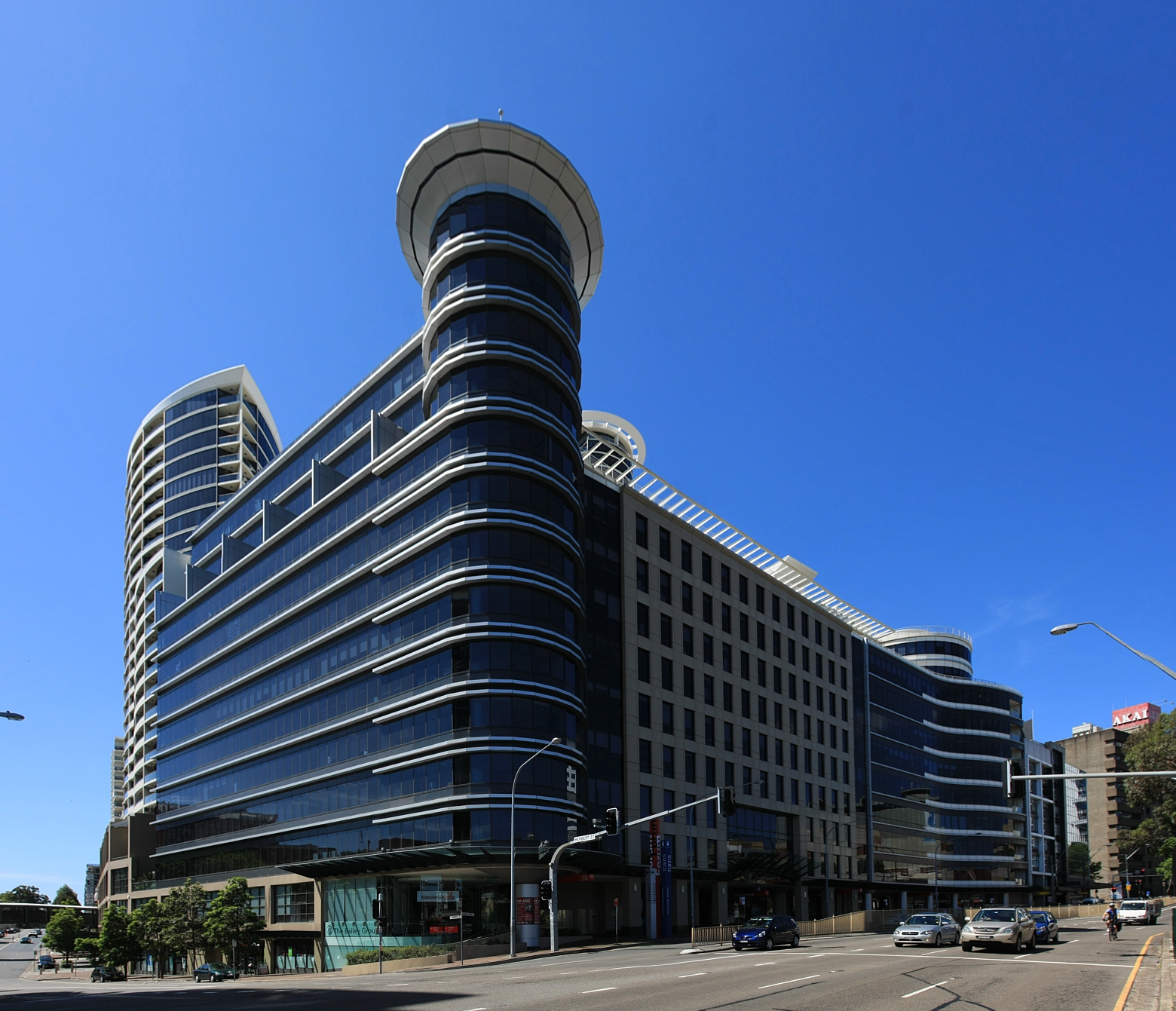
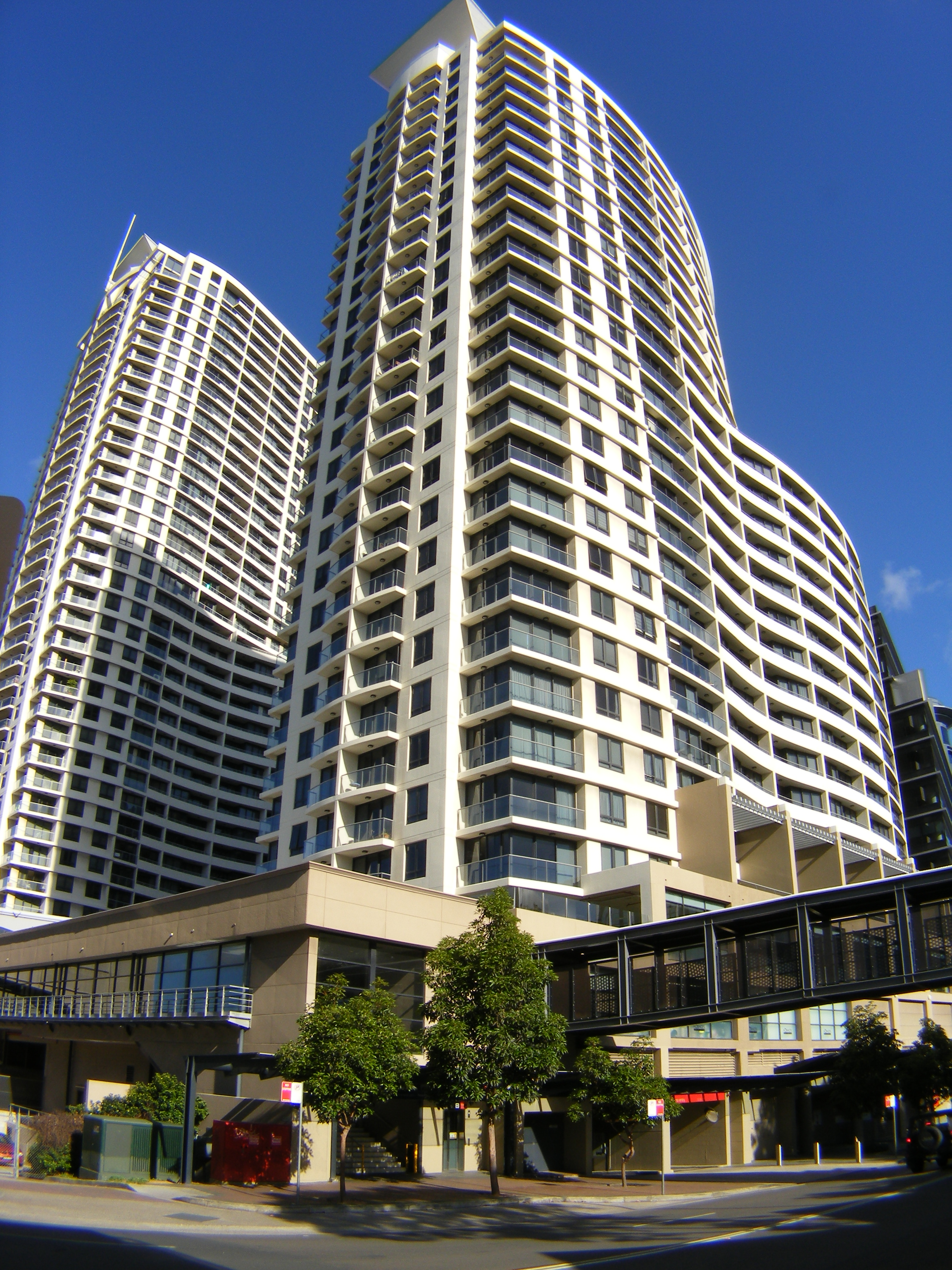